# Gaspar Martins Pereira
Gaspar Martins Pereira (Matosinhos) é professor catedrático do Departamento de História e de Estudos Políticos e Internacionais da Faculdade de Letras da Universidade do Porto.
Recebeu, em 1988, o Prémio Literário A. Lopes de Oliveira — monografia, pela obra Alto Douro — Douro Superior, em colaboração com Fernando de Sousa e o mesmo prémio, em 1991, pela obra O Douro e o vinho do Porto de Pombal a João Franco.

## Vinho do Porto
É confrade honorário, com o grau de Cavaleiro, da Confraria do Vinho do Porto (1991), confrade honorário, com o grau de Carreiro, da Confraria dos Enófilos do Douro (1998) e confrade de honra da Confraria da Cerveja (2014).
Foi co-fundador e coordenador científico do GEHVID - Grupo de Estudos de História da Viticultura Duriense e do Vinho do Porto entre 1994 e 2001 e, entre 2007 e 2011, dirigiu o CITCEM - Centro de Investigação Transdisciplinar «Cultura, Espaço & Memória».
Tem vindo a desenvolver diversos projectos de investigação sobre história contemporânea portuguesa, em particular sobre a História da cidade do Porto no século XIX, a história da família e a história do vinho do Porto e da região do Alto Douro. Tem realizado, também, numerosas acções no domínio do património histórico-cultural, tendo participado, entre outros projectos, na preparação da candidatura do Alto Douro Vinhateiro a Património Mundial e na concepção e instalação do Museu do Douro, de que foi Director até 2007.